# Alchemilla ellenbergiana
Alchemilla ellenbergiana é uma espécie de rosácea do gênero Alchemilla, pertencente à família Rosaceae.